# Fernand Pelloutier

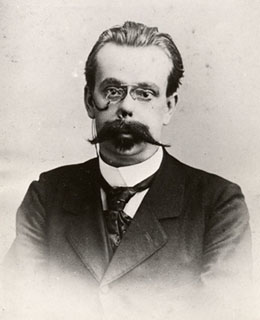
Fernand Pelloutier

Fernand-Léonce Emile Pelloutier (* 1. Oktober 1867 in Paris; † 13. März 1901 in Sèvres, Hauts-de-Seine) war eine der großen Figuren des französischen revolutionären Syndikalismus.

## Leben
Fernand Pelloutier wurde als Sohn der Eheleute Adrien Pelloutier (* 1837) und Marie-Amélie Couillaud (1833–1909) geboren.
Er stammt aus einer Familie, die auf der Flucht vor religiösen Verfolgungen – sie hatte der Waldenserkirche angehört, bevor sie sich dem Protestantismus anschloss – im 17. Jahrhundert aus dem Piemont nach Frankreich floh und sich dann in Deutschland niederließ.
Zu den Familienangehörigen gehörten der aus Lyon stammende Kaufmann Jean Pelloutier und dessen Söhne, der Historiker, Theologe und Altertumsforscher Simon Pelloutier' (* 27. Oktober 1694 in Leipzig; † 2. Oktober 1757 in Berlin) und dessen Bruder, der in Leipzig geborene Kaufmann Jean Barthélémy Pelloutier (ca. 1694–vor 1736). Jean Barthélémy Pelloutier betrieb zusammen mit dem preußischen Konsul Ulrich Kühn und dem Kaufmann Krusemark das Handelshaus Pelloutier, Krusemark & Co. in St. Petersburg.
Jean Barthélemy Pelloutier wird als herausragende Persönlichkeit geschildert, der im Namen der Berliner Kaufmannsgesellschaft handelte, die in der Zeit zwischen den 1720er Jahren und 1730 in scharfem Wettbewerb mit den britischen Händlern das Exklusivrecht für die Lieferung von Stoffen für die russische Armee besaß.
Nachdem Jean Barthélemy Pelloutier verstorben war, heiratete Ulrich Kühn dessen Witwe Charlotte Jassoy in St. Petersburg im Jahre 1736. Über die aus Metz stammende Familie Jassoy sind wir gut informiert durch das Buch von August Jassoy. Deshalb sind die Aussagen von Viktor Dave, dass Fernand Pelloutier Abkömmling von Simon Pelloutier gewesen ist. Direkter Vorfahre ist vielmehr dessen Bruder, der Kaufmann Jean Barthélemy Pelloutier aus St. Petersburg, dessen Sohn Jean-Ulrich Pelloutier (ca. 1720–1780) im Jahre 1764 in Nantes seine Frau Angélique Taillefer (1728–1791) geheiratet hat und dort, wie auch sein Sohn Ulrich-Auguste Pelloutier (1768–1818) als Kaufmann tätig war. Beide haben vorher das in St. Petersburg betriebene Unternehmen Pelloutier & Cie weitergeführt und zwar unter der Firma Pelloutier, Bourcard und Cie. Jean-Ulrich Pelloutier war, wie sein Stiefvater Ulrich Kühn, zu Lebzeiten preußischer Konsul.
Die Verleihung des Roten Adlerordens 3. Klasse an seinen Sohn, den preußischen Konsul Ulrich Auguste Pelloutier in Nantes erfolgte 1816.
Das Unternehmen Pelloutier gab zwischen 1763 und 1793 den einzigen erhaltenen 
Firmenpreiskuranten einer Reexport-Firma an der französischen Atlantikküste heraus, der inzwischen als Nachdruck erschienen ist. Laut Markus A. Denzel lassen die Preisnotierungen für Kolonialwaren, französische Landesprodukte und Rohstoffe aus dem Ostseeraum sowie die Angaben zu Wechselkursen und Frachtraten dabei zum einen das weitreichende Handelsnetz von Pelloutier & Cie erkennen, das in seinen Grundzügen die Stellung der Hafenstadt Nantes im internationalen Handelsverkehr mit den Antillen, Afrika, China, Nordwesteuropa und dem Ostseeraum widerspiegelte. Zum anderen zeige der Vergleich der Preisbewegungen von Nantes, Amsterdam und Hamburg, dass diese Märkte in der 2. Hälfte des 18. Jahrhunderts integriert waren.
Der Sohn von Ulrich Auguste Pelloutier, Léonce Pelloutier (1808–1879), der Großvater von Larnard Pelloutier, war Advokat und Journalist und hatte offensichtlich einen entscheidenden Einfluss auf den Enkelsohn. Er war liberal und Mitglied der Gesellschaft für Menschenrechte. Der Liberaldemokrat starb 1879 und wurde nicht mit dem Segen einer Kirche begraben, sehr zur Empörung der Bevölkerung. Der Bruder Ulrich-Ovide Pelloutier(* 1819) war dagegen ein glühender und militanter Royalist. Nach Angaben des Bruders von Fernand Pelloutier, Maurice Pelloutier (1870–1940), hatte Fernand Pelloutier das kämpferische Temperament seiner Vorfahren geerbt und sich – bis zum Tod – für seinen sozialistischen und revolutionären Glauben verausgabt, so wie seine Vorfahren sich selbst für ihren politischen oder religiösen Glauben selbstlos verausgabt hatten.
Unter dem Einfluss seines Großvaters brach Fernand Pelloutier mit den Traditionen seiner Familie, die ihn religiös erziehen wollte, und schlug den Weg ein, den sein Großvater eingeschlagen hatte, trotz der religiösen Erziehung, die ihm seine Eltern auferlegten. Er brach  die Schulausbildung in einer von Ordensleuten geleiteten Schule ab. Danach setzte  er von 1883 bis 1886 seine klassischen Studien am Kolleg von Saint-Nazaire fort. Im Jahr 1885, als er erst 18 Jahre alt war und noch Kurse an der Hochschule belegte, schrieb Pelloutier seine ersten Artikel für die Zeitschrift La Démocratie de l'Ouest, und auch für verschiedene Literaturzeitschriften.
Er beendete seine Studien, nachdem er beim Abitur durchgefallen war, und wurde 1886 Journalist. Zunächst zogen ihn die republikanischen Ideen an, später wurde er Sozialist. 1892 trat er dem marxistischen Parti ouvrier français von Jules Guesde bei. Er schrieb mit Aristide Briand eine Broschüre De la révolution par la grève générale (dt.: Über die Revolution durch den Generalstreik). Später schloss sich Pelloutier dem Anarchismus an.
1895 wurde er zum Sekretär der Fédération nationale des Bourses du Travail gewählt. Er kritisierte die terroristische Strategie von Ravachol und zog es vor, die Arbeitsbörsen weiterzuentwickeln. Unter seiner Leitung wuchs die Zahl der Börsen stark an, von 33 im Jahr 1894 bis auf 81 im Jahr 1901. Diese lokalen Gewerkschaftskartelle erschienen vielen Arbeitern als effizienter und pragmatischer als einfache Berufsgewerkschaften. Für Pelloutier waren die Arbeitsbörsen Ausdruck des unverkürzten Syndikalismus. Sie verstanden sich als Organisationen der Solidarität und waren mit verschiedenen auf Gegenseitigkeit beruhenden Einrichtungen ausgestattet: Arbeitsvermittlung, Solidaritätskassen, Krankenkassen, Arbeitslosenkassen und Vorsorge für den Todesfall.
Die Arbeitsbörsen waren mit Bibliotheken ausgestattet, die den Arbeitern erlauben sollten, ihre Situation besser zu verstehen. Zu den vertretenen Autoren zählten Pierre-Joseph Proudhon, Adam Smith, Karl Marx, Émile Zola, Kropotkin, Bakunin. Pelloutier organisierte auch Abendkurse. Er bemühte sich, die Arbeitsbörsen aufrechtzuerhalten und ihre Autonomie innerhalb der CGT, der er misstraut, zu wahren. Nachdem er sein ganzes Leben unter Tuberkulose gelitten tattr, starb Pelloutier früh und in Armut.

## Werke
- Les Syndicats en France. Librairie ouvrière, Paris 1897.
- Histoire des bourses du travail. Origine, institutions, avenir. Posthum veröffentlicht von Georges Sorel. Schleicher, Paris 1902.